# Корешок книги
Корешок книги — торцевая поверхность книжного блока, в которой скреплены составляющие его тетради или листы.
Форма корешка определяется конструкцией издания, толщиной блока и способом его комплектовки. При толщине блока до 5 мм корешок делается фальцованным (согнутым в один сгиб); при толщине блока от 12 мм может быть прямым (плоским), круглёным и кашированным (грибообразным, круглёным с отогнутыми краями). Две последние формы характерны для старых и старинных книг, поскольку блоки, сшивавшиеся толстыми нитками, требовали выравнивания по толщине переднего края блока и корешка. Современные технологии позволяют создавать объёмные издания с прямым корешком, однако круглёная и грибообразная формы предпочтительней, поскольку способствуют лучшему раскрыванию книги и, как следствие, её прочности и долговечности. Книги с плоским корешком быстрее теряют форму; на корешке со временем образуются заломы, а сама книга приобретает изгиб страниц вблизи корешка.
На верхний и нижний край корешка наклеивается цветная тканевая тесьма — каптал, служащая для укрепления и художественного оформления переплёта. Для придания корешку дополнительной прочности производится его окантовка: оклеивание по всей длине бумагой или коленкором. К корешку может приклеиваться также полоска плотной бумаги или картона, так называемый отстав, чтобы дольше сохранить его форму и гладкость.
В готовом издании корешок книжного блока закрыт корешком обложки или переплёта: именно эта часть доступна взгляду, когда книга стоит на полке. Вместе с тем на протяжении веков корешок считался тыльной стороной и не нёс на себе никакой информации, поэтому книги было принято располагать корешком к стене и обрезом наружу (причём хранились они преимущественно в горизонтальном положении). Подобному размещению способствовала также практика приковывать книги в библиотеках цепями: цепи прикреплялись к лицевой или тыльной стороне переплёта, но не к корешку. В частных собраниях владелец мог опознать книгу по размеру и толщине, цвету и фактуре переплёта и т. п.; в небольших библиотеках использовались дополнительные методы идентификации, в том числе прикрепление к цепям ярлыков и подпись на переднем обрезе. Поэтому размещение книг корешком вперёд вошло в обиход лишь в XVI—XVII веках, по мере постепенной эволюции книжного переплёта и увеличения количества книг в публичных библиотеках, когда возникла необходимость легко различать схожим образом переплетённые книги и для этого стали использовать надпись на корешке. При этом традиция помещать на корешке сведения, позволяющие идентифицировать издание и том, закрепилась в качестве стандарта лишь в первой половине XVIII века.
В современной книгоиздательской практике на корешке принято указывать определённые выходные сведения: заглавие, имя автора, обозначение и номер тома для многотомных изданий. При ограниченной площади корешка допустимы опущения некоторых из перечисленных элементов или их представление в сокращённом виде. Для изданий, имеющих суперобложку, желательно указание выходных сведений как на корешке переплёта, так и на корешке суперобложки.
В англоязычных странах текст на корешке принято размещать сверху вниз, хотя полного единообразия в этом отношении не существует. Этот же способ оформления закреплён стандартом ISO 6357: 1985 Международной организации по стандартизации. При подобной «нисходящей» ориентации текста выходные сведения удобно читать тогда, когда книга лежит плашмя обложкой вверх; если же она стоит вертикально, требуется наклон головы вправо.
В большинстве стран континентальной Европы и в России закрепилась более поздняя традиция, в соответствии с которой текст на корешке располагается снизу вверх. Такое расположение удобней в том случае, если книга стоит на полке: оно в большей степени соответствует европейской традиции письма слева направо и не заставляет читателя менять положение головы. C 1 января 2003 года в России действует ГОСТ 7.84-2002, призванный согласовать отечественную практику со стандартом ISO 6357 и требующий размещать сведения на корешке сверху вниз. Тем не менее это требование, противоречащее многовековой практике, часто не выполняется.
При достаточной ширине корешка возможно также расположение выходных сведений поперёк. В этом случае, если книга стоит вертикально, текст читается по горизонтали.